# 栗原市立一迫小学校
栗原市立一迫小学校（くりはらしりつ いちはさましょうがっこう）は、宮城県栗原市一迫真坂にある公立小学校である。奥羽山脈や栗駒山が望め、迫川が東に流れる風光明媚な環境で、1995年（平成7年）に移転改築した全国にも類のない壮大なスケールの学校である。隣接して縄文晩期の国指定山王囲遺跡が公園として整備されている。敷地内には一迫幼稚園が併設されていた。2013年（平成25年）4月1日から栗原市立一迫小学校の校舎を活用し、栗原市内一迫地区の4校が統合して新生栗原市立一迫小学校として開校するのに伴い、旧一迫小学校は閉校となった。

## 沿革
- 1873年（明治6年）6月13日 - 真坂高畑の仮校舎にて、真坂小学校として開校。児童数50余名。
- 1875年（明治8年）8月 - 真坂高橋、旧郷倉跡に校舎建築。
- 1882年（明治15年）11月 - 真坂中等小学校となる。
- 1884年（明治17年）4月 - 裁縫科を新設。
- 1886年（明治19年）12月 - 真坂尋常小学校となる。
- 1887年（明治20年）4月 - 高等科・尋常科併置の小学校となる。
- 1889年（明治22年）4月 - 一迫尋常小学校となる。柳目尋常小学校は一迫尋常小学校柳目分教場、輝井分教場は真坂分教場とし、南沢分教場とともに一迫尋常小学校所管となる。児童数353名（男子291名、女子62名）
- 1892年（明治25年）6月 - 一迫尋常小学校を下真坂尋常小学校と改称した。真坂・柳目両分教場を独立の小学校とし、上真坂尋常小学校、柳目尋常小学校と改称した。
- 1893年（明治26年）4月 - 下真坂尋常小学校から一迫尋常小学校と改称。
- 1894年（明治27年）3月 - 上真坂尋常小学校を真坂尋常小学校と改称。
- 1898年（明治31年）3月 - 一迫尋常小学校の校舎落成。
- 1899年（明治32年）9月 - 真坂尋常小学校の校舎落成。
- 1903年（明治36年）3月 - 柳目尋常小学校の校舎落成。
- 1914年（大正3年）3月 - 真坂・柳目尋常小学校を廃し、真坂・柳目・南沢の3分教場とする。南沢分教場を改築。
- 1916年（大正5年）10月 - 一迫尋常小学校校庭拡張（2反7畝15歩）
- 1921年（大正10年）3月 - 一迫尋常小学校校庭拡張（1反2畝25歩）
- 1922年（大正11年）4月 - 西校舎増築。雨天体操場落成。
- 1923年（大正12年）4月 - 一迫町制を布く。
- 1924年（大正13年）4月 - 一迫町立一迫実科高等女学校創立。
- 1930年（昭和5年） - 校庭拡張（5反6畝5歩）、南校舎10教室増築。
- 1935年（昭和10年）8月 - 一迫青年学校創立。
- 1941年（昭和16年）4月 - 一迫尋常高等小学校を一迫國民学校と改称、義務年限を延長して尋常科6年、高等科2年の8年制とした。
- 1947年（昭和22年）4月 - 新学制により「一迫小学校」と改称、6・3制の実施となった。父母教師会発足 （24学級、1,326名）
- 1950年（昭和25年）9月 - 真坂分校増築。
- 1951年（昭和26年）6月 - 真坂（6月）、柳目（10月）分校校庭拡張。
- 1952年（昭和27年）11月 - 一迫町教育委員会発足。
- 1953年（昭和28年）9月 - 南沢分校落成。
- 1955年（昭和30年）7月 - 県指定「習字教育研究会」開催（7月）、指定「分校教育研究会」開催（10月）
- 1961年（昭和36年）6月 - 特殊学級設置、鼓笛隊発足（9月）
- 1962年（昭和37年）11月 - 県指定「分校教育研究会」開催（柳目分校）
- 1963年（昭和38年）4月 - 真坂、柳目、南沢分校が分教室取扱いとなる。
- 1964年（昭和39年）10月 - 県指定「特殊教育研究会」開催。
- 1965年（昭和40年）3月 - 分校閉校式、新校舎を真坂字山王30番地に完成（平成7年3月解体）
- 1965年（昭和40年）4月 - 新築校舎に本校並びに柳目、真坂、南沢、大川口分校より移転。（24学級、987名）新校章制定（デザイン、菊地義彦氏）
- 1965年（昭和40年）12月 - 体育館新築落成。
- 1966年（昭和41年）9月 - 県教委、郡教研指定の「家庭科教育研究会」開催。
- 1967年（昭和42年）1月 - 給食センターによる完全給食開始。
- 1967年（昭和42万）10月 - 県指定「緑化教育研究会」開催。
- 1968年（昭和43年）4月 - 町立幼稚園を小学校に併設。
- 1968年（昭和43年）10月 - 仙北地区「学校給食研究会」開催。
- 1971年（昭和46年）7月 - 自転車乗りコンクール県大会第1位、東北大会第2位。
- 1972年（昭和47年）1月 - 学校給食優良校として県表彰を受ける。
- 1972年（昭和47年）7月 - 交通教室設置。自転車乗り県大会第3位。
- 1973年（昭和48年）6月 - プール落成。自転車乗りコンクール東北大会第3位。
- 1973年（昭和48年）9月 - 県指定「書写教育研究会」開催。
- 1974年（昭和49年）6月 - 青少年赤十字に加盟登録。交通少年団結成。（15学級、476名）
- 1976年（昭和51年）10月 - 全国優良PTAとして、文部大臣表彰を受ける。
- 1976年（昭和51年）11月 - 学校安全優良校として、文部大臣表彰を受ける。
- 1977年（昭和52年）4月 - 学校警備が機械警備になる。
- 1978年（昭和53年）10月 - 文部省指定「道徳教育協同推進校」として、町内5校で公開。
- 1981年（昭和56年）10月 - 日赤宮城県支部長より青少年赤十字活動を認められ、表彰を受ける。
- 1983年（昭和58年）9月 - 宮城県PTA連合会長より優良PTAとして表彰を受ける。
- 1984年（昭和59年）10月 - 宮城県学校花壇コンクールにおいて優秀賞受賞、併せて読売賞を受ける。
- 1985年（昭和60年）11月 - 宮城県学校花壇コンクールにおいて優秀賞受賞。（15学級、475名）
- 1987年（昭和62年）2月 - 校木「赤松」制定、植樹。
- 1988年（昭和63年）7月 - みどりの少年団結成。
- 1989年（平成元年）2月 - 「あいさつ運動」啓発塔設置。
- 1989年（平成元年）4月 - 金管バンド部結成。
- 1989年（平成元年）12月 - ベルマーク収集運動開始。
- 1990年（平成2年）4月 - 学校農園開設。
- 1990年（平成2年）11月 - 学校保健統計調査優良校として文部大臣表彰を受ける。
- 1991年（平成3年）4月 - 県教委より「生徒指導推進モデル地区」指定を受ける。県社会福祉協議会より「ボランティア活動普及事業協力校」の指定を受ける。樹木観察園設置。
- 1991年（平成3年）10月 - 県教委指定学習指導「社会科」及び文部省指定「生活科実施推進協力校」公開研究会開催。
- 1992年（平成4年）2月 - 児童会の歌制定。
- 1993年（平成5年）2月 - 文部省指定「学校保健統計調査実施校」（平成5年度）。
- 1994年（平成6年）11月 - 全国学校合奏コンクール東北地方コンクール「優良賞」。
- 1994年（平成6年）11月 - 全日本健康推進学校 中規模校 全国優秀賞「すこやか賞」を受賞する。
- 1994年（平成6年）12月 - 新校舎への移転作業（22日、23日、24日）
- 1995年（平成7年）1月 - 新校舎にて授業開始。
- 1995年（平成7年）3月 - 新校舎外溝工事、プール建設工事の完成。
- 1995年（平成7年）4月 - ことばの教室2学級開設。
- 1995年（平成7年）10月 - 校庭整備工事完了、使用開始。
- 1996年（平成8年）3月 - 新体育館竣工、使用開始。旧体育館・旧プール解体工事。（15学級、352名）
- 1996年（平成8年）7月 - 郡水泳大会会場校、男子優勝、女子準優勝、男女総合優勝。（13学級、329名）
- 1997年（平成9年）4月 - ことばの教室が通級となる。
- 1997年（平成9年）5月 - 宮城県知事より、学校環境整備森つくり部門で感謝状を受ける。
- 1997年（平成9年）6月 - 小学校校舎・幼稚園舎が優良施設として文部大臣奨励賞受賞。
- 1997年（平成9年）9月 - 東北管区警察局長及び安全協会長より交通安全優良校として表彰される。
- 1998年（平成10年）1月 - 校舎外壁再塗装工事完了。
- 1998年（平成10年）6月 - 「宮城みどりの祭典」式典会場。（12学級、308名）
- 1998年（平成10年）8月 - 全日本吹奏楽コンクール県大会「金賞」（初受賞）。
- 1999年（平成11年）1月 - アンサンブルコンテスト県大会、2チームとも「金賞」。
- 1999年（平成11年）1月 - 「公共建築百選」顕彰状伝達式。
- 1999年（平成11年）3月 - 幼稚園預かり保育のために北資料室改修工事。
- 1999年（平成11年）4月 - 「あおぞら農園」を特養ホーム『山王』敷地内に移転。（11学級、287名）
- 1999年（平成11年）9月 - 宮城県PTA研究大会栗原大会会場。参加者1,700名。
- 2000年（平成12年）2月 - アンサンブルコンテスト東北大会初出場「金賞」。
- 2000年（平成12年）3月 - 県教育委員会指定『心をはぐくむ教育活動推進校』実践発表会。
- 2000年（平成12年）9月 - 全日本吹奏楽コンクール東北大会初出場「金賞」。（10学級、271名）
- 2000年（平成12年）12月 - 校庭全面改修工事着工。
- 2001年（平成13年）2月 - アンサンブルコンテスト東北大会2年連続出場「金賞」。
- 2001年（平成13年）9月 - 全日本吹奏楽コンクール東北大会2年連続出場「金賞」。（9学級、244名）
- 2001年（平成13年）10月 - 第56回国民体育大会秋季大会ホッケー競技開始式。ブラスバンド及び5、6年生式典参加。
- 2002年（平成14年）2月 - アンサンブルコンテスト東北大会3年連続出場「金賞」。
- 2002年（平成14年）4月 - 文部科学省「学力向上フロンティアスクール」指定（3か年）。（8学級、227名）
- 2002年（平成14年）9月 - 宮城県総合防災訓練参加 NHKBS2「おーいニッポン」人文字生中継。
- 2002年（平成14年）9月 - 全日本吹奏楽コンクール東北大会3年連続出場「金賞」。
- 2002年（平成14年）10月 - 第2回東日本学校吹奏楽大会「金賞」。
- 2003年（平成15年）2月 - アンサンブルコンテスト東北大会4年連続出場「金賞」。
- 2003年（平成15年）9月 - 全日本吹奏楽コンクール東北大会4年連続出場「金賞」「特別賞」
- 2003年（平成15年）10月 - 第3回東日本学校吹奏楽大会「フェスティバル大賞」。（7学級、217名）
- 2003年（平成15年）10月 - 文部科学省「学力向上フロンティア事業」指定公開研究会。
- 2004年（平成16年）2月 - アンサンブルコンテスト東北大会5年連続出場「金賞」。
- 2004年（平成16年）9月 - 全日本吹奏楽コンクール東北大会5年連続出場「金賞」。（8学級、210名）
- 2005年（平成17年）4月 - 第4回東日本学校吹奏楽大会「優秀賞」。文部科学省「学力向上フロンティア事業」指定公開研究会。「栗原市立一迫小学校」となる。（8学級、207名）情緒障害学級開設。宮城県教育委員会より「学習カルテの活用・引継等による小中学校の学力向上等の調査委託」される（一迫中学校区）。学習システム整備モデル事業に指定される。（平成17～19年度）。
- 2005年（平成17年）7月 - キッズシェフin一迫で三國清三の授業を受ける。
- 2006年（平成18年）2月 - アンサンブルコンテスト東北大会出場「金賞」。（8学級、207名）
- 2006年（平成18年）4月 - 栗原市PTA連合会事務局
- 2006年（平成18年）7月 - みどりの少年団全国大会（滋賀）に参加。
- 2006年（平成18年）10月 - 「よい歯」の表彰。（9学級、224名）
- 2007年（平成19年）9月 - 「よい歯」の表彰
- 2007年（平成19年）11月 - 宮城県学校給食研究大会栗原大会第3学年「道徳」授業（於:志波姫小）
- 2007年（平成19年）11月 - 宮城県PTA連合会 学校表彰
- 2007年（平成19年）11月 - 県教委指定 地域の教育力向上支援事業「一迫小学校ミニ公開授業研究会」開催

## 教育目標
教育目標
心身ともに健康で，自らはげむ，心豊かな子どもの育成
目指す児童像
- かしこく - 学習にはげむ子ども
- やさしく - 心のやさしい子ども
- たくましく - からだをきたえる子ども

## 学区
- 一迫地区全域

## 卒業生の進路
公立中学校の場合
- 2011年までは栗原市立一迫中学校
- 2012年からは栗原市立栗原西中学校[2]

## アクセス
- 東北自動車道築館ICから車で約25分